# 漢考克 (麻薩諸塞州)
漢考克（英語：Hancock）是一個位於美國麻薩諸塞州伯克夏縣的鎮。

## 人口
根據2020年美國人口普查的數據，漢考克的面積為92.60平方千米，當中陸地面積為92.40平方千米，而水域面積為0.20平方千米。當地共有人口757人，而人口密度為每平方千米8人。